# Yokosuka E6Y
Yokosuka E6Y (Морський розвідувальний гідролітак Тип 91) — серійний розвідувальний поплавковий гідролітак Імперського флоту Японії періоду Другої світової війни.

## Історія створення
У міжвоєнний період Імперський флот Японії, передбачаючи операції на просторах Тихого океану, мав потребу у розвідувальній інформації про сили противника, які знаходились на відстані тисяч кілометрів. Оскільки в той час ще не існувало радарів, а візуальне спостереження у надводному стані не завжди було можливе, флот здійснив ряд експериментів з використання літаків, які базувались на підводних човнах. Були розроблені як літаки, здатні діяти з підводних човнів, так і самі човни-носії.
Перший проект був здійснений у 1927 році з літаком Yokosho 1-Go — японському варіанті німецького літака Caspar-Heinkel U.1. Це був двопоплавковий біплан, каркас якого був зроблений зі сталевих труб, крила були дерев'яні, носова частина та поплавки обшивались дюралевими листами, все решта — полотном. Максимальна швидкість літака становила 154 км/г. Літак розміщувався в ангарі довжиною 7 м і діаметром 1,7 м. Випробування ні підводному човні I-21 показали, що підготовка літака до вильоту замість запланованих 16 хв займає 40 хв, що було неприйнятним. Крім того, сам літак вийшов не дуже вдалим, а водотоннажність підводного човна була недостатня, щоб нести гідролітак.
Наступна спроба — використання літака Parnall Peto. На його базі був розроблений літак Yokosho 2-Go. Його конструкція була змішана — у найвідповідальніших місцях використовувались сталеві труби, поплавки спочатку були дерев'яні, потім дюралюмінієві. Обшивка була полотняна. Двигун — Armstrong Siddeley Mongoose потужністю 130 к.с. У складеному вигляді літак вміщувався в ангар довжиною 7 м, а висотою та шириною 3,5 м.
Випробування літака пройшли у 1931 році на тому самому підводному човні. Результати випробувань задовольнили командування, і на їх базі була сформована специфікація 6-Сі на виготовлення другого прототипу Yokosho 2-Go Kai. Літак був оснащений японським 7-циліндровим радіальним двигуном Gasuden Jimpu потужністю 160 к.с. Випробування проводились на підводних човнах I-21 та I-51. У січні 1932 року їх результати визнали вдалими літак прийняли на озброєння під назвою «Морський розвідувальний гідролітак Тип 91 Модель 1» (або E6Y1).
Серійне виробництво здійснювала фірма Kawanishi протягом 1933—1934 років. Було побудовано 8 літаків.

## Тактико-технічні характеристики

### Технічні характеристики
- Екіпаж: 2 чоловік
- Довжина: 6,60 м
- Висота: 3,20 м
- Розмах крила: 7,80 м
- Площа крила: 26,70 м²
- Маса пустого: 490 кг
- Маса спорядженого: 760 кг
- Двигун: 1 х Gasuden Jimpu
- Потужність: 160 к. с.

### Льотні характеристики
- Максимальна швидкість: 186 км/г
- Крейсерська швидкість: 138 км/г
- Практична дальність: 600 км
- Практична стеля: 4 800 м

## Модифікації
- Yokosho 2-Go — перший прототип з двигуном Armstrong Siddeley Mongoose потужністю 130 к.с.
- Yokosho 2-Go Kai — другий прототип з двигуном Gasuden Jimpu потужністю 160 к.с.
- E6Y1 — серійний варіант (8 екз.)

## Історія використання
У 1932 році у стрій вступив підводний човен I-5, який від початку був оснащений гідролітаком. Літак зберігався у розібраному вигляді у двох контейнерах (фюзеляж окремо під крил та поплавків). Спочатку літак запускався з води, але цей спосіб виявився незручним, і підводний човен оснастили катапультою.
У 1937—1938 роках літаки E6Y1 розміщувались на борту підводних човнів I-6, I-7 та I-8.
Літаки E6Y1 здійснювали розвідку поблизу Шанхаю у 1932 році під час «Шанхайського інциденту», і, за деякими даними, під час японсько-китайської війни. Потім їх замінили новіші Watanabe E9W. Останні літаки E6Y1 були списані у 1943 році.